# 颱風丹娜絲 (2013年)
颱風丹娜絲（英語：Typhoon Danas，國際編號：1324，聯合颱風警報中心：WP232013，菲律賓大氣地球物理和天文管理局：Ramil）為2013年太平洋颱風季第二十二個被命名的風暴。「丹娜絲」（Danas）一名由菲律賓提供，是體驗及感受的意思。

## 發展過程
2013年10月1日，一個低壓區在關島東北部海面上生成。上午8時，日本氣象廳將其升格為熱帶低氣壓。同日早上，美國海軍研究實驗室給予擾動編號97W。下午2時，聯合颱風警報中心對其在24小時內形成為熱帶氣旋的機會給予「LOW」的評級。
10月2日下午2時，聯合颱風警報中心將發展機率升級為「MEDIUM」。下午9時25分，日本氣象廳對其發出海上烈風警報。
10月3日上午7時30分，聯合颱風警報中心對其發佈熱帶氣旋形成警報。下午11時，聯合颱風警報中心將其升格為熱帶低氣壓，並給予編號23W。
10月4日下午3时20分，日本气象厅将其升格为热带风暴，并命名为丹娜丝。下午11時，聯合颱風警報中心將其升格為熱帶風暴。
10月5日下午9時10分，日本氣象廳將其升格為強烈熱帶風暴。下午11時，聯合颱風警報中心將其升格為颱風。
10月6日上午3時10分，日本氣象廳將其升格為颱風。
10月8日下午5時50分，日本氣象廳將其降格為強烈熱帶風暴。下午11時，聯合颱風警報中心將其降格為熱帶風暴，並發出最後警報。
10月9日上午3時50分，日本氣象廳將其降格為熱帶風暴。上午8時50分，日本氣象廳指丹娜絲已轉化為溫帶氣旋。
其後，於日本氣象廳所發佈的最佳路徑中，日本氣象廳把丹娜絲的風速下調為90節。而中央氣象台在事後公佈的最佳路徑中，亦把丹娜絲的接近中心最高持續風速下調為每秒50米（每小時180公里）；但由於中心風力每小時180公里為該部門的「強颱風」分級上限，這次上調等同把丹娜絲的強度向下修訂為強颱風。

## 影響

### 中国大陆
當地最高熱帶氣旋警告信號： 颱風黃色預警信號
10月7日下午6時，中央氣象台發佈颱風黃色預警信號。
10月8日上午10時，中央氣象台改發颱風藍色預警信號。下午6時，中央氣象台解除颱風藍色預警信號。

## 熱帶氣旋信號使用記錄

### 中国大陆
| 國家氣象中心 颱風預警信號 | 國家氣象中心 颱風預警信號 | 國家氣象中心 颱風預警信號 |
| ------------------------- | ------------------------- | ------------------------- |
| 上一熱帶氣旋              | 颱風黃色預警信號          | 下一熱帶氣旋              |
| 強颱風菲特                | 颱風黃色預警信號          | 強颱風百合                |
| 強颱風菲特                | 颱風藍色預警信號          | 強颱風百合                |

## 外部連結
- （日語）http://www.jma.go.jp/ （页面存档备份，存于） 日本氣象廳首頁
- （英文）http://www.usno.navy.mil/JTWC/ （页面存档备份，存于） 聯合颱風警報中心首頁
- （简体中文）https://web.archive.org/web/20120928121548/http://www.nmc.gov.cn/ 中央氣象台首頁
- （繁體中文）http://www.cwb.gov.tw/ （页面存档备份，存于） 中央氣象局首頁
- （繁體中文）http://www.hko.gov.hk/ （页面存档备份，存于） 香港天文台首頁
- （繁體中文）http://www.smg.gov.mo/ （页面存档备份，存于） 澳門地球物理暨氣象局首頁